# سفارة بيرو في المملكة المتحدة
سفارة بيرو في المملكة المتحدة هي أرفع تمثيل دبلوماسي لدولة بيرو لدى المملكة المتحدة. تقع السفارة في لندن وهي تهدف لتعزيز المصالح البيروفية في المملكة المتحدة.

## وصلات خارجية
- قائمة سفارات بيرو
- قائمة السفارات في المملكة المتحدة